# 粗吻顳孔鱈
粗吻顳孔鱈，為輻鰭魚綱鱈形目鼠尾鱈科的其中一種，分布於東大西洋維德角群島至愛爾蘭海域，包括地中海，屬深海底棲性魚類，深度395-1700公尺，本魚吻長且尖，體覆鱗甲，體長可達60公分，棲息在底層水域，以橈腳類、頭足類、蝦、魚類、腹足類及頭足類等為食，生活習性不明。

## 扩展阅读
維基物種上的相關：粗吻顳孔鱈